# Schlacht von Elena
Die Schlacht von Elena bestand aus drei Gefechten im Russisch-Osmanischen Krieg (1877–1878), die mit wechselnden Siegen zwischen dem Russischen Kaiserreich und dem Osmanischen Reich ausgefochten wurden.
Die Stadt Elena liegt in der Nähe eines Passes über das Balkangebirge. Über diesen und den benachbarten Schipka-Pass versuchten die Osmanen zunächst Entsatz nach Norden, zu ihren in Plewen eingeschlossenen Truppen zu bringen. Dies wurde von den Russen in der ersten Schlacht vom 12. Juli und der Blockade des Passes erfolgreich unterbunden. Der türkische Durchbruch vom 4. Dezember kam jedoch nicht mehr rechtzeitig, um bis nach Plewen marschieren zu können. Durch die Kapitulation am 10. Dezember 1877 wurden dort große russischen Verbände frei und marschierten südlich, Richtung Istanbul. Nach der erfolgreichen Schlacht vom 14. Dezember stand der Weg nach Süden offen.
Es folgte die Schlacht von Philippopolis am 17. Januar 1878.